# もう中学生のおグッズ!
『もう中学生のおグッズ!』（もうちゅうがくせいのおグッズ）は、テレビ朝日制作で2021年10月5日（4日深夜）から2022年9月27日まで『バラバラ大作戦』枠で放送されていたバラエティ番組。在京キー局では初となるもう中学生の冠番組。

## 概要
この番組は、タレントグッズ集めが趣味のもう中学生が「売れる番組グッズ」を研究し、販売しようというロケバラエティ。自由なもう中のセーブ役として毎回さまざまなツッコミ芸人がゲスト出演する。
番組で登場するツッコミ芸人はもう中学生お手製の「生ワイプ」を被らされる。これを被っている間は同じ現場に居ても「ワイプから喋っている」という設定になるためお互いコミュニケーションを取ることは出来ず、もう中学生か生ワイプを被っている芸人のどちらかがホイッスルを吹くとワイプが解除され、もう中学生と話ができるというシステムになっている。

## 放送時間
- 毎週火曜 2:36 - 2:56（月曜深夜）

## 出演者
- もう中学生

## 放送リスト
| 放送リスト（2021年） | 放送リスト（2021年）     | 放送リスト（2021年）                      | 放送リスト（2021年）       | 放送リスト（2021年）     | 放送リスト（2021年） |
| 回数                 | 放送日                   | 放送内容                                  | 生ワイプゲスト             | その他出演者             | 備考                 |
| -------------------- | ------------------------ | ----------------------------------------- | -------------------------- | ------------------------ | -------------------- |
| 第1回                | 2021年10月5日（4日深夜） | もう中学生の冠番組スタート！              | 吉村崇（平成ノブシコブシ） |                          |                      |
| 第2回                | 10月12日（11日深夜）     | TBS&テレ東ショップにお邪魔するよ～◎       | 吉村崇（平成ノブシコブシ） |                          |                      |
| 第3回                | 10月19日（18日深夜）     | 日テレ&テレ朝ショップでおグッズ調査◎      | 吉村崇（平成ノブシコブシ） |                          |                      |
| 第4回                | 10月26日（25日深夜）     | シソンヌ長谷川くんと未成年の主張するよ～◎ | 長谷川忍（シソンヌ）       |                          |                      |
| 第5回                | 11月2日（1日深夜）       | 真面目なおグッズ会議に参加するよ～◎       | 長谷川忍（シソンヌ）       |                          |                      |
| 第6回                | 11月9日（8日深夜）       | 日めくりカレンダーの格言を考えるよ～◎     | 長谷川忍（シソンヌ）       | 国崎和也（ランジャタイ） |                      |
| 第7回                | 11月16日（15日深夜）     | おグッズカレーを調査するよ～◎             | 橋本直（銀シャリ）         |                          |                      |
| 第8回                | 11月23日（22日深夜）     | 誰のおグッズカレーか当てるクイズ～◎       | 橋本直（銀シャリ）         |                          |                      |
| 第9回                | 11月30日（29日深夜）     | ポカポカ防寒おグッズを学ぶよ～◎           | おいでやす小田             |                          |                      |
| 第10回               | 12月7日（6日深夜）       | お菓子おグッズでワーキャーするよ～◎       | おいでやす小田             |                          |                      |
| 第11回               | 12月14日（13日深夜）     | 東京ドームの野球おグッズを調査◎           | 森田哲矢（さらば青春の光） |                          |                      |
| 第12回               | 12月21日（20日深夜）     | ついに番組初のおグッズ試作～◎             | 森田哲矢（さらば青春の光） | 国崎和也（ランジャタイ） |                      |

| 放送リスト（2022年） | 放送リスト（2022年）  | 放送リスト（2022年）                                                 | 放送リスト（2022年）                              | 放送リスト（2022年） | 放送リスト（2022年） |
| 回数                 | 放送日                | 放送内容                                                             | 生ワイプゲスト                                    | その他出演者 | 備考                 |
| -------------------- | --------------------- | -------------------------------------------------------------------- | ------------------------------------------------- | --- | -------------------- |
| 第13回               | 1月11日（10日深夜）   | テレ朝で本気のグッズ会議◎                                            | 藤本敏史（FUJIWARA）                              | |                      |
| 第14回               | 1月18日（17日深夜）   | よしもとグッズを調査◎                                                | 藤本敏史（FUJIWARA）                              | |                      |
| 第15回               | 1月25日（24日深夜）   | 祝！日めくりカレンダー発売決定！完成までの密着ドキュメント           | 向井慧（パンサー）                                | 高木晋哉（ジョイマン） |                      |
| 第16回               | 2月1日（1月30日深夜） | 日めくり完成までのドキュメント後半戦！チームもう中登場               | 向井慧（パンサー）                                | 高木晋哉（ジョイマン） ヤジマリー。（スカチャン） 原田フニャオ（ダンビラムーチョ） チョッキGT5000 |                      |
| 第17回               | 2月8日（7日深夜）     | B’z人生ゲームで遊ぼう◎                                               | 向井慧（パンサー）                                | |                      |
| 第18回               | 2月15日（14日深夜）   | もう中の地元・長野おグッズを調査◎                                    | 田中卓志（アンガールズ）                          | |                      |
| 第19回               | 2月22日（21日深夜）   | アンガールズ田中さんと広島おグッズ調査◎                              | 田中卓志（アンガールズ）                          | |                      |
| 第20回               | 3月1日（2月28日深夜） | ストリートファイターのおグッズ調査◎                                  | とにかく明るい安村                                | |                      |
| 第21回               | 3月8日（7日深夜）     | ストリートファイターのおグッズ調査 後編◎                             | とにかく明るい安村                                | |                      |
| 第22回               | 3月15日（14日深夜）   | 有名人のアイウェアおグッズ調査◎                                      | 近藤春菜（ハリセンボン）                          | |                      |
| 第23回               | 3月22日（21日深夜）   | 見た目だけで誰のアイウェアおグッズか当てよう◎                        | 近藤春菜（ハリセンボン）                          | 高木晋哉（ジョイマン） |                      |
| 第24回               | 4月5日（4日深夜）     | 最初から最後までずっとオープニング回◎                                | とにかく明るい安村                                | 国崎和也（ランジャタイ） ヤジマリー。（スカチャン） 向井慧（パンサー） 尾形貴弘（パンサー） |                      |
| 第25回               | 4月12日（11日深夜）   | お菓子を食べながら番組の今後を考えよう◎                              | とにかく明るい安村                                | 国崎和也（ランジャタイ） ヤジマリー。（スカチャン） |                      |
| 第26回               | 4月19日（18日深夜）   | おグッズTシャツ第2弾を考えよう◎                                      | 錦鯉                                              | |                      |
| 第27回               | 4月26日（25日深夜）   | パネルだけで1番組作ろう◎                                             | 錦鯉                                              | 国崎和也（ランジャタイ） |                      |
| 第28回               | 5月3日（2日深夜）     | ニセモノおグッズを当てよう◎                                          | 松尾駿（チョコレートプラネット）                  | 国崎和也（ランジャタイ） |                      |
| 第29回               | 5月10日（9日深夜）    | ダジャレおグッズを調査しよう◎                                        | 松尾駿（チョコレートプラネット）                  | KAƵMA（しずる） |                      |
| 第30回               | 5月17日（16日深夜）   | 香水おグッズを調査しよう◎                                            | おいでやす小田                                    | こがけん |                      |
| 第31回               | 5月24日（23日深夜）   | 匂いだけで当てろ！誰の香水おグッズ◎                                  |                                                   | おいでやす小田 こがけん ヤジマリー。（スカチャン） |                      |
| 第32回               | 5月31日（30日深夜）   | 水にまつわるおグッズ調査◎                                            | 小宮浩信（三四郎）                                | |                      |
| 第33回               | 6月7日（6日深夜）     | お風呂に入って水関係のおグッズ調査◎                                  |                                                   | 小宮浩信（三四郎） ヤジマリー。（スカチャン） |                      |
| 第34回               | 6月14日（13日深夜）   | 番組50周年おグッズをもう作っちゃおう！                               | 石田たくみ（カミナリ）                            | 竹内まなぶ（カミナリ） |                      |
| 第35回               | 6月28日（27日深夜）   | バラバラ大選挙に向けてロビー活動をしよう！                           |                                                   | 長谷川忍（シソンヌ） 高木晋哉（ジョイマン） 国崎和也（ランジャタイ） |                      |
| 第36回               | 7月5日（4日深夜）     | 番組50周年おグッズをもう作っちゃおう！2                              | 竹内まなぶ（カミナリ）                            | 石田たくみ（カミナリ） |                      |
| 第37回               | 7月12日（11日深夜）   | ラッパーおグッズを調査しよう！                                       | 石田たくみ（カミナリ）                            | 竹内まなぶ（カミナリ） 高木晋哉（ジョイマン） |                      |
| 第38回               | 7月19日（18日深夜）   | ホームセンターでおグッズアイディアを探そう！                         | 伊藤俊介（オズワルド）                            | 畠中悠（オズワルド） |                      |
| 第39回               | 7月26日（25日深夜）   | ホームセンターでおグッズアイディアを探そう！（2）                    | 伊藤俊介（オズワルド）                            | 畠中悠（オズワルド） |                      |
| 第40回               | 8月2日（1日深夜）     | 河川敷でピクニックおグッズ調査！                                     |                                                   | 伊藤俊介（オズワルド） 畠中悠（オズワルド） |                      |
| 第41回               | 8月9日（8日深夜）     | ジョイマン百人一首を遊んで調査！                                     |                                                   | 長谷川忍（シソンヌ） 高木晋哉（ジョイマン） 池谷和志（ジョイマン） |                      |
| 第42回               | 8月16日（15日深夜）   | ジョイマン百人一首を遊んで調査！（2）                                |                                                   | 長谷川忍（シソンヌ） 高木晋哉（ジョイマン） 池谷和志（ジョイマン） |                      |
| 第43回               | 8月23日（22日深夜）   | お客さんと一緒にテレ朝おグッズを調査しよう！                         | 長谷川忍（シソンヌ）                              | とにかく明るい安村 高木晋哉（ジョイマン） ヤジマリー。（スカチャン） |                      |
| 第44回               | 8月30日（29日深夜）   | ホラーおグッズを調査しよう！                                         | 橋本直（銀シャリ）                                | 鰻和弘（銀シャリ） 高木晋哉（ジョイマン） ロッシー（野性爆弾） |                      |
| 第45回               | 9月6日（5日深夜）     | 怖い話をしよう！                                                     |                                                   | 橋本直（銀シャリ） 鰻和弘（銀シャリ） 高木晋哉（ジョイマン） ロッシー（野性爆弾） |                      |
| 第46回               | 9月13日（12日深夜）   | 第一回アシスタント選手権（1）                                        | ヤス（ナイチンゲールダンス） 西村真二（コットン） | 中野なかるてぃん（ナイチンゲールダンス） きょん（コットン） ですよ。 |                      |
| 第47回               | 9月20日（19日深夜）   | もう中学生のおグッズ！ 第一回アシスタント選手権（2）＆おグッズ卒業式 | ですよ。                                          | ヤス（ナイチンゲールダンス） 中野なかるてぃん（ナイチンゲールダンス） 西村真二（コットン） きょん（コットン） ですよ。 国崎和也（ランジャタイ） ヤジマリー。（スカチャン） おいでやす小田 こがけん 大原優一（ダンビラムーチョ） |                      |
| 第48回               | 9月27日（26日深夜）   | おグッズ卒業式                                                       |                                                   | 国崎和也（ランジャタイ） ヤジマリー。（スカチャン） おいでやす小田 こがけん 大原優一（ダンビラムーチョ） |                      |

## スタッフ
- ナレーター：大原優一（ダンビラムーチョ）
- 構成：興津豪乃、塚本翔太
- CAM：羽田廣宣
- 美術：遠藤ゆか
- 美術進行：関口千尋
- メイク：川口カツラ店
- 音効：高橋健人
- 編集：望月武
- MA：斉藤亮
- CG：ODDJOB、もう中学生
- 編成：宇喜多宏美、泉良樹
- 宣伝：石田京子
- デスク：小林裕美子
- 技術協力：TSP、イカロス、東京オフラインセンター
- 制作協力：UNITED PRODUCTIONS
- AD：石嶌紅葉、北村舞花
- AP：古川志郎
- ディレクター：渡辺直哉、片野慎吾
- プロデューサー：髙木大輔、藤井貴代美
- PD：秋山直
- ゼネラルプロデューサー：髙橋正輝
- 制作：テレビ朝日ソリューション本部コンテンツ編成局第1制作部
- 制作著作：テレビ朝日